# Carl Aarsleff
Carl Wilhelm Oluf Peter Aarsleff (Nyborg, 14 agosto 1852 – Copenaghen, 4 gennaio 1918) è stato uno scultore danese.

## Biografia
Formatosi all'Accademia delle belle arti di Copenaghen, viaggiò a Parigi, in Grecia e in Italia, specialmente a Roma. Divenne membro dell'Accademia del capoluogo danese; in seguito vi divenne professore e infine rettore.

## Opere
Sue opere sono conservate alla Ny Carlsberg Glyptotek, la cui facciata è decorata anche da suoi rilievi.